# Pau Alcover de Haro
Pau Alcover de Haro (Palma, 1901-1970) fou un advocat, fill del poeta Joan Alcover i Maspons i de Maria de Haro i Rosselló. Es va casar amb Dolors Ramis d'Aireflor Llompart. Estudià a l'Institut Balear de Palma. Va ser advocat i relator de l'Audiència de Palma. A les eleccions municipals del 12 d'abril de 1931 va ser candidat del Districte 9è de Palma per la coalició entre autonomistes i regionalistes. El 1962 va ser un dels 31 socis fundadors de l'Obra Cultural Balear. A la primera junta directiva de l'entitat, presidida per Miquel Forteza i Pinya ocupà el càrrec de vocal. Va influir en l'acostament a l'Obra Cultural de Balear de Climent Garau i Arbona i el va proposar com a president de l'entitat el 1970. El 1968 deixà en herència a aquesta entitat la casa on Joan Alcover va escriure la seva obra i morí, a més de la biblioteca i l'arxiu documental.